# Piața Dimitrie Cantemir din Chișinău
Piața Dimitrie Cantemir (fosta piață Frunze, numită și Cernîșevskaia) se situează la intersecția bd. Ștefan cel Mare și Sfânt cu străzile Ion Creangă, Calea Ieșilor și Henri Coandă, unde sectorul Centru se învecinează cu Buiucani. Este numită astfel în memoria cărturarului moldovean Dimitrie Cantemir.
Arhitectonic, piața este de tip deschis, străjuită de scuaruri și fâșii verzi. În perimetrul pieții sunt amplasate clădiri administrative, blocuri de locuit și departamentale, în partea de sud întinzându-se Dendrariul și complexul de clădiri ale Universității „Ion Creangă”, iar la nord — uzina „Topaz”. Piața concentrează într-un singur nod trei artere de circulație aglomerate ale capitalei, făcând posibilă organizarea traficului auto în circuitul municipal.